# Чёрный блестящий лори
Чёрный блестящий лори (лат. Chalcopsitta atra) — птица отряда попугаеобразных.

## Внешний вид
Длина тела 32 см, хвоста 11 см. Окраска оперения чёрная с пурпурно-коричневым оттенком. Нижняя часть хвостовых перьев красная, с жёлтыми кончиками. Клюв чёрный. Ноги серые. Самец и самка окрашены одинаково.

## Распространение
Обитает в северо-восточной индонезийской части острова Новая Гвинея и на прилегающих островах. Популяция насчитывает около 50 000 особей.